# Sedot Micha
Sedot Micha (hebr. שדות מיכה; oficjalna pisownia w ang. Sedot Mikha) – moszaw położony w Samorządzie Regionu Matte Jehuda, w Dystrykcie Jerozolimy, w Izraelu.

## Położenie
Leży w górach Judei. Na północ od moszawu znajduje się tajna baza wojskowa z wyrzutniami rakietowych pocisków balistycznych.

## Historia
Moszaw został założony w 1955 przez imigrantów z Maroka.

## Gospodarka
Gospodarka moszawu opiera się na rolnictwie i sadownictwie.